# Elena Lagadinova
Elena Lagadinova (bulgare : Елена Атанасова Лагадинова), née le 9 mai 1930 et morte le 29 octobre 2017, est une agronome, ingénieure généticienne et femme politique bulgare.
Pendant la Seconde Guerre mondiale, Lagadinova contribue à la résistance bulgare contre l'occupation allemande, ce qui lui vaut le surnom d'"Амазонка" ou "L'Amazone". Elle est la plus jeune combattante de Bulgarie, commençant sa contribution à l'effort de guerre à l'âge de 11 ans et combattant activement à 14 ans.
Après la victoire alliée en 1945, elle poursuit un doctorat en agrobiologie, avant de devenir chercheuse scientifique à l'Académie bulgare des sciences. Là, elle développe une nouvelle variété de blé, le Triticale, qui contribue à augmenter la productivité des fermes collectives. Pour cette découverte, elle reçoit l'Ordre des Saints Cyrille et Methodius du gouvernement bulgare.
En 1968, Lagadinova accepte le poste de secrétaire du Front de la Patrie et de présidente du Comité du mouvement des femmes bulgares. Dans ces fonctions, elle joue un rôle important dans la création et l'application de lois favorables aux femmes sur le lieu de travail, y compris les lois sur le congé maternité. Elle est également une figure notable de la politique mondiale, travaillant avec d'autres militants internationaux pour forger une coalition d'organisations nationales de femmes et devenant membre de l'Institut des Nations Unies pour la formation des femmes en 1985.
Elle décède le 29 octobre 2017 dans une maison de retraite à Sofia, en Bulgarie.

## Jeunesse

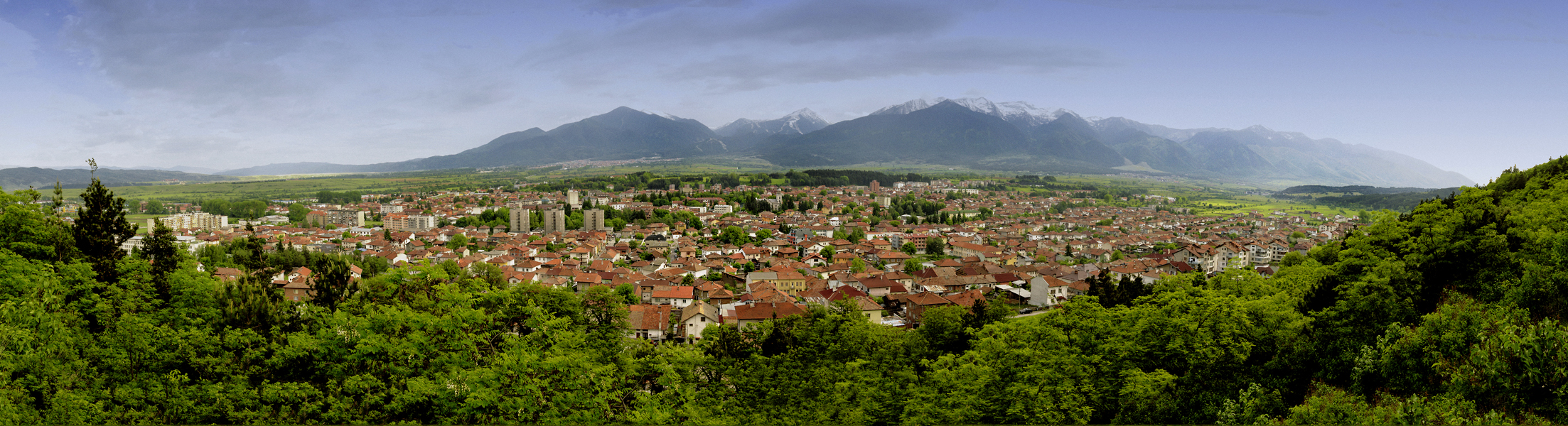
Razlog, Bulgarie, où est née Elena Lagadinova. Les montagnes du Pirin, où elle s'est enfuie en 1944, sont visibles au loin.

Lagadinova est née dans la ville de montagne de Razlog, en Bulgarie, en 1930. Elle vient d'un milieu modeste et perd sa mère à l'âge de quatre ans. Son père l'élève ainsi que ses deux frères. Au début de sa vie, elle est entourée de discussions sur la révolution et l'engagement politique ; le père de Lagadinova est l'un des premiers partisans du Parti communiste bulgare, tandis que son frère aîné a fui vers l'Union soviétique pour poursuivre son travail au sein de l'Internationale communiste. Lagadinova vit la Seconde Guerre mondiale dans le cadre de la lutte de sa famille ; tous contribuent à la lutte contre le fascisme dans sa Razlog natal. Au début de la guerre, elle protège l'identité de ses frères et dissimule les actions partisanes de son père. Elle aide également à fournir aux villages voisins les ressources nécessaires. À quatorze ans, Lagadinova s'engage à devenir une combattante de la liberté avec son père et ses frères, faisant d'elle l'une des plus jeunes militantes à combattre dans sa région à l'époque.

## Seconde Guerre mondiale
La Bulgarie est alliée aux nazis pendant la Seconde Guerre mondiale. En 1941, la Bulgarie adopte la Loi pour la protection de la nation (en), qui supprime les droits civils des Juifs bulgares. En 1941, la Bulgarie soutient également les Allemands lors de l’invasion des Balkans, occupe la majeure partie de la Yougoslavie orientale et déporte jusqu’à 20 000 Juifs de ses territoires occupés. Toute la famille d'Elena Lagadinova, ainsi qu'une grande partie de la résistance qui lutte contre les nazis à l'époque, sont communistes. En 1944, la monarchie bulgare envoie la gendarmerie pour éliminer la menace partisane et se présente à la maison familiale de Razlog avec des grenades. Elena Lagadinova réussi à s'échapper vers les montagnes du Pirin.
Lagadinova commence à combattre en service actif au cours de l'été 1944 et devient la plus jeune combattante partisane de Bulgarie pendant la Seconde Guerre mondiale. Ayant contribué à des activités de résistance contre le gouvernement bulgare allié aux nazis à l'âge de onze ans, elle combat aux côtés de ses frères à quatorze ans. Lagadinova sert également comme iatak, assistante du réseau partisan, délivrant des messages aux membres de sa famille et à d'autres personnes pendant la guerre. À ce titre, Lagadinova est exposée à un plus grand danger, car en tant que iatak, elle est basée dans les villes et a plus de chances d'être capturée et tuée. Si Lagadinova survit, son frère Assen est capturé et décapité par la gendarmerie pendant la guerre.
Elle devient connue sous le nom de « l'Amazone » (Амазонка). Pendant et après la guerre, des affiches et des slogans de propagande sont réalisés à son image. Elle gagne son surnom grâce à son courage et sa ténacité au combat. De Sofia à Moscou, les magazines pour enfants louent son courage et sa force, exhortant les garçons et les filles à « être courageux comme l'Amazone ».
Après la victoire alliée en 1945, Lagadinova est envoyée en Union soviétique pour terminer ses études. Elle étudie à l’Académie Timiryazev de Moscou (anciennement appelée Institut agricole de Moscou), considérée comme « le plus ancien institut de renommée internationale en Russie ». Là, elle obtient un doctorat en biologie.

## Contributions à la génétique végétale
Après la fin de la guerre, Lagadinova poursuit un doctorat en agrobiologie à l'Académie Timiryazev de Moscou et mène des recherches supplémentaires en Angleterre et en Suède. Elle retourne à Sofia pour travailler en génétique agricole à l'Académie bulgare des sciences. Au cours de ses treize années en tant que chercheuse scientifique, elle contribue au développement d'un nouveau brin hybride robuste de blé Triticale, qui contribue à augmenter la productivité des fermes collectives. En 1959, le gouvernement bulgare décerne à Lagadinvoa l'Ordre des Saints Cyrille et Méthode pour reconnaître ses réalisations dans le domaine de la génétique végétale.

## Carrière politique
À la fin des années 1960, un cadre du Parti chargé de superviser le travail de Lagadinova tente d'influencer politiquement le programme de recherche de l'Académie bulgare des sciences, une action qui incite Lagadinova à écrire une lettre au Premier ministre soviétique Léonid Brejnev. Dans sa lettre, elle fait part de ses inquiétudes quant au manque d'expertise technique des cadres du Parti, qui interfère avec ses efforts de recherche. Sa lettre est interceptée par Todor Jivkov, secrétaire général du Parti communiste bulgare. En 1968, Jivkov contraint Lagadinova à accepter le poste de secrétaire du Front patriotique et de présidente du Comité du mouvement des femmes bulgares.
Le Politburo bulgare souhaite promouvoir l'éducation pour garantir l'intégration des femmes dans le marché du travail formel. Le pays adopte des lois qui soutiennent la formation formelle des femmes dans de nombreux domaines auparavant dominés par les hommes, comme l'ingénierie, et réduit la dépendance des femmes à l'égard des hommes en légalisant les services d'avortement et en assouplissant les lois sur le divorce. En 1965, on prévoit que la Bulgarie compte le plus grand pourcentage de femmes parmi la population active rémunérée. Ces politiques entraînent une baisse du taux de natalité, ce qui suscite des inquiétudes quant à l'offre future de main-d'œuvre de l'État. L'État pense que les connaissances scientifiques de Lagadinova l'aideraient à trouver une solution au déclin de la population. De nombreux responsables gouvernementaux commence à envisager d’interdire l’avortement, comme l’avait fait la Roumanie voisine, afin d’augmenter le taux de natalité.
Afin de recueillir des données pour ce projet, Lagadinova conduit le Comité du mouvement des femmes bulgares (CBWM) à collaborer avec l'Agence centrale de statistique et le comité de rédaction de Woman Today, le magazine féminin le plus diffusé en Bulgarie. En 1969, le CBWM reçoit plus de 16 000 réponses de travailleuses. Leurs conclusions indiquent que la majorité des femmes bulgares souhaitent avoir plus d'enfants, mais se sentent surmenées et incapables de concilier travail et tâches maternelles. L'enquête révèle également que 12 % des enfants bulgares de moins de sept ans sont laissés sans surveillance pendant la journée de travail. Le CBWM recommande que l'État accorde aux femmes un congé de maternité payé et élargisse la disponibilité des jardins d'enfants et des crèches.
La CBMW joue également un rôle important dans l'application de la législation bénéficiant aux femmes sur le lieu de travail, comme la limitation des heures de travail des mères et la lutte contre le manque de vêtements pour femmes de qualité. En 1975, les femmes bulgares se voient promettre un congé de maternité de 120 jours, accompagné de six mois supplémentaires de congé payé au salaire minimum national. Les femmes bénéficient d'un congé sans solde de trois ans, après quoi elles se voient attribuer une place dans un jardin d'enfants. Les employeurs sont légalement tenus d'occuper le poste d'une femme pendant l'absence de la mère. Lagadinova fait également pression sur le gouvernement pour qu'il s'engage à construire des milliers de nouveaux jardins d'enfants.

## Contribution à l'internationalisme et aux droits des femmes
Lagadinova contribue aux droits des femmes en améliorant la vie des familles des blocs de l'Est et de l'Ouest. Au cours de sa présidence du Comité du mouvement des femmes bulgares (CBWM), elle travaille avec la Fédération démocratique internationale des femmes (WIDF), qui vise à rassembler les femmes des blocs de l'Est et de l'Ouest de la Guerre froide pour désamorcer l'agression dans les relations internationales. Lagadinova fournit également un soutien matériel et logistique à de nouveaux comités et mouvements de femmes en Asie et en Afrique.
Lors de la troisième Conférence mondiale sur les femmes en 1985 à Nairobi, elle est élue rapporteuse générale. À partir de cette année et jusqu'en 1988, elle devient également membre de l'Institut des Nations Unies pour la formation des femmes.
Lagadinova travaille avec divers groupes internationaux lors de l'Année internationale de la femme des Nations Unies en 1975, puis contribue à la création de coalitions d'organisations de femmes dans les années 1970 et 1980 pour faire pression sur les gouvernements afin qu'ils financent les congés de maternité. Grâce en partie à son travail, tous les pays, à l'exception de la Papouasie-Nouvelle-Guinée, du Suriname, du Liberia et des États-Unis, garantissent désormais légalement une certaine forme de congé de maternité payé.

## Distinctions
En 1959, Lagadinova reçoit l'Ordre de Cyrille du gouvernement bulgare pour ses travaux en génétique végétale. En 1991, Lagadinova reçoit la prestigieuse Médaille présidentielle pour réalisations exceptionnelles de la Claremont Graduate School (en) en Californie.

## Mort
En 1989, Lagadinova se retire de la vie publique. Vingt-sept ans après sa retraite, Lagadinova accorde une interview à l'ethnographe américaine Kristen Ghodsee, dans laquelle elle conseille : « Vous devez vous battre pour quelque chose en quoi vous croyez. ». Le 29 octobre 2017, Lagadinova décède dans son sommeil à Sofia, en Bulgarie.

## Lectures complémentaires
- (en) Kristen Ghodsee, Red Valkyries: Feminist Lessons from Five Revolutionary Women, New York et Londres, Verso Books, 2022 (ISBN 978-1839766602).